# Suobbatträsket
Suobbatträsket, även Suppatsjaure, är en sjö vid lappmarksgränsen i sydligaste delen av Gällivare kommun i Lappland som ingår i Vitåns huvudavrinningsområde. Sjön har en area på 0,628 kvadratkilometer och ligger 283 meter över havet. 
Vid sjöns norra sida ligger byn Suobbat med färre än 25 invånare. Avvattning sker söderut genom Vitåbäcken, som i sin tur rinner till Vitån i landskapet Norrbotten.

## Delavrinningsområde
Suobbatträsket ingår i delavrinningsområde (738084-177074) som SMHI kallar för Ovan 737532-177233. Medelhöjden är 263 meter över havet och ytan är 44,56 kvadratkilometer. Det finns inga avrinningsområden uppströms utan avrinningsområdet är högsta punkten. Avrinningsområdets utflöde Vitån mynnar i havet. Avrinningsområdet består mestadels av skog (77 procent) och sankmarker (17 procent). Avrinningsområdet har 1,24 kvadratkilometer vattenytor vilket ger det en sjöprocent på 2,8 procent.